# 液体凍結
液体凍結（えきたいとうけつ）とは、マイナス温度の液体（エタノールや液体窒素など）を冷媒として植物などの試験片や食品などを冷凍することを言う。一般的な凍結は空気を冷媒として冷凍する（エアブラスト）が、液体凍結は空気に比べて熱伝導率が高い液体を冷媒として用いるため更に急速に冷凍することが出来る。

## 液体凍結機の構造
液体凍結機は、一次冷媒（気体）で二次冷媒である液体（エタノールなど）を冷却し、その二次冷媒で冷凍する。二次冷媒の入った液槽で食品を冷凍させる。液体は熱伝導率が高いため、冷凍速度が速いこと、比熱が大きいため、一度冷えると温度上昇しづらいと言った特徴がある。その為、エアブラストに比べて消費電力を低減できる利点がある。